# Sylvain Kassap
Sylvain Kassap (Villemomble, 1 oktober 1956) is een Franse jazzmuzikant (klarinet, saxofoon, percussie, toetsen) en componist op het gebied van creatieve jazz en nieuwe muziek.

## Biografie
Sylvain Kassap studeerde musicologie, speelde bij Claude Barthélemy, Michel Portal en Bernard Vitet, voltooide zijn studie in 1977 en werkte daarna samen met muzikanten als John Surman/Barre Phillips/Stu Martin. Later formeerde hij de formatie Molto Mobile en werkte hij ook samen met François Tusques en vanaf 1980 met Günter Sommer. In 1985 richtte hij het Ensemble Saxifrages! op met Claude Barthélemy. Gedurende zijn carrière heeft hij ook gewerkt met Phil Minton, Sam Rivers (Eight Day Journal, 1998), Yves Robert, Michel Godard, Philippe Deschepper, Bruno Chevillon, Jacques Mahieux, Eddy Louiss, Steve Lacy, Joe McPhee, Tony Coe, Okay Temiz, het Trio des Clarinettes en Anthony Ortega, maar ook met Marcel Azzola. In 2006 speelde hij met zijn kwartet met Didier Petit (cello), Arnauld Cuisinier (bas) en Edward Perraud (percussie) op het jazzfestival in Brugge. In 2008 trad hij op in het Wyatt-project van John Greaves en Hélène Labarrière op het 39e German Jazz Festival in Frankfurt am Main.
Kassap werkte ook als componist van filmmuziek, bijvoorbeeld voor de films Vaudeville (1986) en Grand Guignol van Jean Marbœuf en voor muziek voor dans en theater. Als tolk van nieuwe muziek nam hij werken op van Luciano Berio, John Cage, Luc Ferrari, Jacques Rebotier, François Rossé en Karlheinz Stockhausen en maakt hij deel uit van het Ensemble Ars Nova en het Ensemble Laborinthus. Met Didier Petit en Xu Fengxia vormt hij sinds 2010 het vrij improviserende East-West Trio. Kassap combineert verschillende invloeden in zijn stijl van freejazz tot denkbeeldige folklore tot traditionele muziekstijlen van de Balkan of niet-Europese regio's.

## Discografie
- 1986: Foehn (solo)
- 1990: Günter Baby Sommer/Sylvain Kassap/Didier Levallet Cordes sur Ciel (1990)
- 2019: Sylvain Kassap &  Benjamin Duboc: Le Funambule (2019)